# 黒田博
黒田 博（くろだ ひろし）は、日本の声楽家（バリトン）・オペラ歌手・音楽教育者。国立音楽大学教授。二期会会員。2016年（平成28年）から二期会幹事長（任期：2022年（令和4年）3月31日まで）。息子も声楽家（バリトン）の黒田祐貴。

## 経歴
京都府京都市出身。京都市立下鴨中学校卒業。1981年（昭和56年）京都府立朱雀高等学校卒業。1985年（昭和60年）京都市立芸術大学卒業。卒業時に音楽学部賞受賞。蔵田裕行、佐々木成子に師事。1988年（昭和63年）東京芸術大学大学院オペラ科修了。中山悌一、原田茂生に師事。
1989年（平成元年）より2年間イタリアScuola Musicale di Milanoへ留学。ロゼッタ・エリー、カルロ・メリチャーニ、アルド・プロッティに師事。
数多くのオペラに出演実績があり、昭和音楽大学オペラ情報センターだけでも86件の出演歴がある。モーツァルトを得意とし、『フィガロの結婚』フィガロ、アルマヴィーヴァ伯爵、『魔笛』パパゲーノ、『ドン・ジョヴァンニ』タイトルロールなどは自身の“陣地”だという。他にもレパートリーは現代作品やミュージカルまで幅広く、2021年（令和3年）7月にはテアトロ・レアル、ベルギー王立モネ劇場、フランス国立ボルドー歌劇場との共同制作公演 東京二期会オペラ劇場ヴェルディ『ファルスタッフ』タイトルロールに出演予定である。
オペラだけでなくコンサートにおいてもバロックから現代、ミュージカルまで幅広く出演しており、ソロリサイタルにも取り組んでいる。また、オペラ歌手による男声クラシカル・クロスオーバーユニット「THE JADE（ザ・ジェイド）」のメンバーとしても活動している。
音楽教育者として後進の育成にも注力している。2004年（平成16年） - 2008年（平成18年）国立音楽大学非常勤講師。2007年（平成19年） - 2009年（平成21年）東京学芸大学准教授。2009年（平成21年） - 2016年（平成28年）国立音楽大学准教授。2009年（平成21年） - 2020年（令和2年）現在東京学芸大学非常勤講師。2016年（平成28年） - 2020年（令和2年）現在国立音楽大学教授。門下生に小林啓倫、宮城島康、高橋正尚、新造太郎、岸本大、金澤桃子、大畑理博、石福敏伸、渡辺祐介、五味由利子、岩﨑恭男、正部家喬久、Takanori、志賀勇太、照屋博史、和田央、中溝ひろみ、村上惇、Yukina、山田健人、千葉菜々美、戸森冴耶、管真実子などがいる。論文の執筆も手掛けている。
数々の楽界の重責やコンクール審査員を務めるなど、楽界への貢献も顕著である。

## 代表的な出演歴

### オペラ
※注記のないものは昭和音楽大学オペラ情報センターの記録による。
- 1996年（平成8年）11月 東京二期会 モーツァルト『魔笛』パパゲーノ
- 1997年（平成9年）10月 東京二期会 モーツァルト『フィガロの結婚』フィガロ
- 1999年（平成11年）2月 新国立劇場 水野修孝『天守物語』図書之助
- 1999年（平成11年）4月 新国立劇場 ヨハン・シュトラウス2世『こうもり』ファルケ
- 2000年（平成12年）8月 東京二期会 ブリテン『真夏の夜の夢』ディミトリウス
- 2000年（平成12年）第42回大阪国際フェスティバル2000 モーツァルト『コジ・ファン・トゥッテ』グリエルモ（演奏会形式）[8][36]
- 2001年（平成13年）1月・3月 東京とソウル 韓国国立オペラ団・東京室内歌劇場共催 田中均『虎月傳』虎と化す詩人
- 2001年（平成13年）6月・7月 バーンスタイン『キャンディード』パングロス（宮本亜門演出）
- 2002年（平成14年）1月 新国立劇場・二期会共催公演 三枝成彰『忠臣蔵』堀部安兵衛
- 2002年（平成14年）12月 新国立劇場・二期会共催公演 リヒャルト・シュトラウス『ナクソス島のアリアドネ』音楽教師
- 2002年（平成14年）7月・8月 二期会創立50周年記念・ベルギー王立モネ劇場提携公演 ワーグナー『ニュルンベルクのマイスタージンガー』ハンス・ザックス
- 2003年（平成15年）2月 二期会創立50周年記念公演 ビゼー『カルメン』エスカミリオ
- 2003年（平成15年）11月 日生劇場開館40周年記念公演 ベルク『ルル』シェーン博士および切り裂きジャック（二役）
- 2004年（平成16年）1月 新国立劇場・二期会共催公演 清水脩『俊寛』俊寛（市川團十郎演出）
- 2004年（平成16年）7月 二期会公演 モーツァルト『ドン・ジョヴァンニ』ドン・ジョヴァンニ（宮本亜門演出）
- 2005年（平成17年）2月 神奈川フィルハーモニー管弦楽団第214回定期演奏会 ヴェルディ『トロヴァトーレ』ルーナ伯爵[37]、
- 2005年（平成17年）7月 新国立劇場鑑賞教室 プッチーニ『蝶々夫人』シャープレス[11]
- 2005年（平成17年）9月 日米協同によるオペラ セントルイス・オペラ劇場との共同制作 シアター1010 三木稔『じょうるり』人形遣い与助
- 2006年（平成18年）2月 新国立劇場 三木稔『愛怨』若草皇子
- 2006年（平成18年）9月 二期会公演『フィガロの結婚』アルマヴィーヴァ伯爵（宮本亜門演出）
- 2008年（平成20年）2月 新国立劇場 山田耕筰『黒船』吉田
- 2008年（平成20年）5月 新国立劇場 ツィンマーマン『軍人たち』マリ大尉
- 2008年（平成20年）6月・7月 佐渡裕芸術監督プロデュース2008 レハール『メリー・ウィドウ』ダニロヴィッチ伯爵
- 2008年（平成20年）9月 東京二期会 チャイコフスキー『エフゲニー・オネーギン』タイトル・ロール（ペーター・コンヴィチュニー演出）
- 2010年（平成22年）6月 新国立劇場 池辺晋一郎『鹿鳴館』影山悠敏伯爵（世界初演）
- 2011年（平成23年）11月 東京二期会・ライン・ドイツ・オペラとの共同制作 モーツァルト『ドン・ジョヴァンニ』タイトル・ロール
- 2012年（平成24年）3月 びわ湖ホール・神奈川県民ホール・東京二期会・京都市交響楽団・神奈川フィルハーモニー管弦楽団共同制作 アメリカ・サンディエゴ歌劇場との提携公演 ワーグナー『タンホイザー』ヴォルフラム
- 2012年（平成24年）9月 東京二期会・バルセロナ・リセウ大劇場/チューリッヒ歌劇場共同制作 ワーグナー『パルジファル』アムフォルタス
- 2013年（平成25年）3月 びわ湖ホール・神奈川県民ホール・東京二期会・京都市交響楽団・神奈川フィルハーモニー管弦楽団共同制作 ヴェルディ『椿姫』ジェルモン
- 2013年（平成25年）6月 新国立劇場 香月修『夜叉ケ池』学円（世界初演）
- 2014年（平成26年）6月 新国立劇場 池辺晋一郎『鹿鳴館』影山悠敏伯爵
- 2015年（平成27年）3月 びわ湖ホール・神奈川県民ホール・東京二期会・京都市交響楽団・神奈川フィルハーモニー管弦楽団共同制作 ヴェルディ『オテロ』イアーゴ
- 2015年（平成27年）6月 新国立劇場 松村禎三『沈黙』フェレイラ
- 2015年（平成27年）7月 東京二期会オペラ劇場 リンツ州立劇場との共同制作 モーツァルト『魔笛』パパゲーノ
- 2015年（平成27年）10月 新国立劇場 ワーグナー『ラインの黄金』ドンナー
- 2015年（平成27年）12月 神奈川県民ホール 黛敏郎『金閣寺』父
- 2016年（平成28年）1月 ロームシアター ベートーヴェン『フィデリオ』ドン・フェルナンド[11]
- 2016年（平成28年）7月 東京二期会 モーツァルト『フィガロの結婚』フィガロ
- 2018年（平成30年）6月・7月 新国立劇場 ベートーヴェン『フィデリオ』ドン・フェルナンド[1]
- 2019年（平成31年）3月 新国立劇場 マスネ『ウェルテル』アルベール（ポール・ダニエル：指揮 ニコラ・ジョエル：演出）[1]
- 2019年（令和元年）10月 東京二期会 プッチーニ『蝶々夫人』シャープレス[12]
- 2019年（令和元年）11月 日生劇場『トスカ』スカルピア[12]
- 2020年（令和2年）2月 銀座王子ホール モーツァルト・シンガーズ・ジャパン Vol.1モーツァルト『コジ・ファン・トゥッテ』ドン・アルフォンソ[38]

### 主なコンサート・リサイタル
- 1997年（平成9年）8月 日米欧14人の作曲家による『和解のレクイエム』日本初演（大野和士指揮）[7]
- 2003年（平成15年）7月 ルイス・バカロフ『ミサ・タンゴ』日本初演（チョン・ミョンフン指揮）東京フィルハーモニー交響楽団[7]
- 2005年（平成17年）10月 日本フィルハーモニー交響楽団第303回名曲コンサート ベートーヴェン『ミサ・ソレムニス』バスソロ[6]
- 2006年（平成18年）7月 多摩フィルハルモニア協会 モーツァルト『レクイエム』今村能：音楽監督・指揮 フィルハルモニア多摩 秋山理恵、菅家奈津子、田中誠、黒田博 多摩フィルハルモニア合唱団[11][39]
- 2011年（平成23年）12月 京都市交響楽団『第九』広上淳一：指揮 小川里美：ソプラノ 手嶋眞佐子：メゾソプラノ 吉田浩之：テノール 黒田博：バリトン 京響市民合唱団 京都市立芸術大学[40]
- 2014年（平成26年）2月 大阪シンフォニック クヮイヤ ドヴォルザーク『スターバト・マーテル』湯浅卓雄：指揮 京都市交響楽団 並河寿美：ソプラノ 八木寿子：メゾソプラノ 宮里直樹：テノール 黒田博：バリトン
- 2014年（平成26年）10月 混声合唱団「樹林」第20回定期演奏会 ヴェルディ『レクイエム』指揮：辻秀幸 管弦楽：東京バッハ・カンタータ・アンサンブル ソプラノ：佐竹由美 アルト：竹本節子 テノール：望月哲也 バリトン：黒田博[11][41]
- 2018年（平成30年）9月 びわ湖ホール マーラー 交響曲第8番『千人の交響曲』沼尻竜典：指揮 京都市交響楽団 大津児童合唱団 びわ湖ホール声楽アンサンブル ほか[1]
- 2018年（平成30年）10月 混声合唱団「樹林」第23回定期演奏会 ヘンデル『メサイア』指揮：辻秀幸 管弦楽：東京バッハ・カンタータ・アンサンブル ソプラノ：佐竹由美 アルト：加納悦子 テノール：辻裕久 バリトン：黒田博[11][42]
- 2018年（平成30年）12月 紀尾井ホールクリスマスコンサート2018[43]
- 2019年（平成31年）4月 近江の春びわ湖クラシック音楽祭リサイタル 黒田博：バリトン 河原忠之：ピアノ
- 2020年（令和2年）7月 東京二期会スペシャル・ガラ・コンサート[44]

### 放送
- 2003年（平成15年）NHK-FMシンフォニーコンサート[45]
- 2004年（平成16年）NHK-FM名曲リサイタル[45]
- 2005年（平成17年）第48回NHKニューイヤーオペラコンサート[45]
- 2005年（平成17年）NHK-FM日曜クラシックスペシャル オペラ『じょうるり』（日本語初演公演）[45]
- 2007年（平成19年）第50回NHKニューイヤーオペラコンサート[45]
- 2008年（平成20年）第51回NHKニューイヤーオペラコンサート[46]
- 2008年（平成20年）NHKみんなの童謡『故郷の空』[46]
- 2011年（平成23年）第54回NHKニューイヤーオペラコンサート[47]
- 2013年（平成25年）第56回NHKニューイヤーオペラコンサート[48]
- 2013年（平成25年）NHK名曲アルバム『宵待草』[48]
- 2015年（平成27年）NHK-BSプレミアムシアター 二期会公演 歌劇『魔笛』パパゲーノ[49]
- 2015年（平成27年）NHK-BSプレミアムシアター 新国立劇場公演 歌劇『沈黙』フェレイラ[50]
- 2016年（平成28年）第59回NHKニューイヤーオペラコンサート[50]
- 2016年（平成28年）NHK-BSプレミアムシアター 歌劇『金閣寺』父[51]
- 2017年（平成29年）第60回NHKニューイヤーオペラコンサート[51]
- 2018年（平成30年）第61回NHKニューイヤーオペラコンサート[52]
- 2019年（平成31年）第62回NHKニューイヤーオペラコンサート[53]

## 主な受賞歴
- 2007年度（平成15年度）京都市芸術新人賞[1]
- 2018年度（平成30年度）京都府文化賞功労賞[12]

## 論文
- 1999年 A Study on the Relationship between Father and Daughter in G. Verdi's Opera Works BULLETIN OF TOKYO GAKUGEI UNIVERSITY Section (]G0005[) Arts、 Health and Sport Sciences（ヴェルディのオペラにおける父娘の関係に関する一考察 東京学芸大学紀要第5部門芸術・健康・スポーツ科学第51集）[6]
- 2003年 歌声を生み出す初歩的ヴォイス・トレーニング法 財団法人音楽文化創造『音楽文化の創造』(30)、70-73頁[1]
- 2009年 教員のための発声法 東京学芸大学『学芸カフェテリアBooklet』2、29-29頁[1]

## 研究課題
- Study on Interpretation of Mozart's Opera Works（モーツァルトのオペラにおける表現法の研究）[6]

## 学会等講演・講師
- 2017年 日本モーツァルト協会 黒田博講演会『愛すべきモーツァルトオペラのバリトン役』ー演者の立場から感じるバリトン役の輝き－[1]

## 主な楽界活動

### 委員会・協会等
- 二期会幹事長（2016年 - 任期：2022年（令和4年）3月31日まで[2])
- 公益財団法人東京二期会 常務理事（2016年 - 2020年現在に至る）[1]
- 公益財団法人新国立劇場運営財団 理事（2016年 - 2020年現在に至る）[1]
- 日本声楽アカデミー会員[6][54]。

### コンクール審査員
- 2011年（平成23年）第16回「静岡の名手たち」審査員[1]
- 2016年（平成28年）第33回香川音楽コンクール 審査員[1]
- 2019年（令和元年）第42回全日本おかあさんコーラス全国大会 選考委員[1]

## 主なディスコグラフィー

### 黒田博
- CD ベートーヴェン 交響曲第9番『合唱』指揮：金聖響 オーケストラ・アンサンブル金沢 大阪フィルハーモニー合唱団 ソプラノ：森麻季 メゾ･ソプラノ：押見朋子 テノール：吉田浩之 バリトン：黒田博 2010年 エイベックス・マーケティング株式会社[1]
- CD オペラ『白虎』(作曲:加藤昌則/脚本:宮本益光) 福島 復興・復活オペラプロジェクト 佐藤正浩:指揮、オペラ白虎特別編成オーケストラ、経種廉彦、高橋啓三、黒田博、腰越満美 2014年01月31日 ALTUS[55]
- CD モーツァルト『コジ･ファン･トゥッテ』モーツァルト・シンガーズ・ジャパン フィオルディリージ：針生美智子 ドラベッラ：小林由佳 デスピーナ：鵜木絵里 フェランド：望月哲也 グリエルモ：宮本益光 ドン･アルフォンソ：黒田博 ピアノ：山口佳代 2018年 Octavia Records Inc.
- CD 二期会メンバーのプリモ･ウォーモたちによる美しき日本語の歌 心の歌 立川清登、中村健、平野忠彦、勝田友彰、黒田博、羽山晃生、高野二郎 2011年02月02日 Columbia
- DVD2枚組 三木稔 歌劇『愛怨』（世界初演）2006年2月19日 新国立劇場（ライヴ）指揮：大友直人 、東京交響楽団 、新国立劇場合唱団、合唱指揮 ：三澤洋史 、琵琶 ：シズカ楊静、桜子・柳玲：釜洞祐子 、大野浄人：経種廉彦、玄照皇帝：星野淳、光貴妃：宇佐美瑠璃、阿部奈香麻呂=朝慶：田中誠、若草皇子：黒田博、台本 ：瀬戸内寂聴 、演出 ：恵川智美 2011年06月22日 日本コロムビア[56][57]

### The JADE
- CD『手紙』EMI MUSIC JAPAN
- CD『倖せのまわり道』MW RECORDS
- CD『リヴァイブ』MW RECORDS